# Brugovitzky Edit
Brugovitzky Edit (Dés, 1917. december 17. – Kolozsvár, 2003. február.) egyetemi oktató, biológiai kutató.

## Életútja
Középiskolai és egyetemi tanulmányait Kolozsvárt végezte. 1942-től a kolozsvári tudományegyetemen dolgozott mint előadótanár, innen vonult nyugalomba 1975-ben. 42 szaktanulmánya jelent meg a növényélettan és növénybiokémia köréből román, magyar, angol és német nyelven. Növényélettani vizsgálatok című munkáját két kötetben (1956, 1957) a Mezőgazdasági és Erdészeti Állami Könyvkiadó adta ki. További kötete: A növények életfolyamatai (Péterfi Istvánnal, Kolozsvár, 1977).